# Phosphoglyceratmutase
Phosphoglyceratmutasen (PGM oder PGAM) sind Enzyme, die die Umlagerung der Phosphatgruppe in Phosphoglycerat von 2- auf 3-Position und umgekehrt katalysieren. Diese Reaktion ist ein Teilschritt in der Glycolyse, der Verwertung von Kohlenhydraten im Stoffwechsel aller Lebewesen, die in jeder Zelle stattfindet. Es wird zwischen Cofaktor-abhängigen (dPGM, EC 5.4.2.11) und Cofaktor-unabhängigen (iPGM, EC 5.4.2.12) Enzymen unterschieden. Erstere benötigen 2,3-Diphosphoglycerat als Kofaktor und finden sich in allen Wirbeltieren, einigen Wirbellosen, Pilzen und Bakterien. Zweitere sind in allen Pflanzen und Algen sowie einigen Wirbellosen, Pilzen und Bakterien verbreitet. Mit den Säugetieren haben sich durch Kopie zusätzliche Allele des PGAM1-Gens gebildet, die PGAM2, PGAM4 und PGAM5 genannt werden. PGAM2 wird nur in den Muskeln produziert. Mutationen am PGAM2-Gen führen zu einer Form der Muskeldystrophie.

## Katalysierte Reaktion
⇔ 
2-Phosphoglycerat wird umgelagert zu 3-Phosphoglycerat und umgekehrt. Bei der Cofaktor-abhängigen Form erfolgt die Katalyse durch zwischenzeitliche Bildung eines Phosphohistidin-Restes in der PGAM. Dabei ist zu beachten, dass ein zusätzlicher Phosphatrest an C2 angelagert wird und somit das Zwischenprodukt 2,3-BPG entsteht.
{\displaystyle \mathrm {{\text{Enz-His-Phosphat}}+{\text{3-Phosphoglycerat}}\rightleftharpoons } } {\displaystyle \mathrm {{\text{Enz-His}}+{\text{2,3-Bisphosphoglycerat}}} }
Erst danach wird der Phosphatrest an C3 entfernt und die Mutase erhält die Phosphorylgruppe zurück, um den Phosphohistidin-Rest zu regenerieren.
{\displaystyle \mathrm {{\text{Enz-His}}+{\text{2,3-Bisphosphoglycerat}}\rightleftharpoons } } {\displaystyle \mathrm {{\text{Enz-His-Phosphat}}+{\text{2-Phosphoglycerat}}} }
Das Enzym benötigt katalytische Mengen an 2,3-Bisphosphoglycerat, um den Histidinrest im aktiven Zentrum in phosphorylierter Form zu halten.

## Weitere Funktionen
Die PGAM-Isoformen haben zusätzlich schwache Aktivität als Bisphosphoglyceratmutase (EC 5.4.2.4) und als Biphosphoglycerat-Phosphatase (EC 3.1.3.13).
PGAM1 wird in Krebszellen im Übermaß produziert. PGAM1 bindet in vitro am Kern von Hepatitis-C-Virus. Patienten mit autoimmuner Hepatitis erzeugen vermehrt PGAM1-Antikörper.
PGAM5 wird an die Außenmembran von Mitochondrien transportiert und bindet dort Keap1 und Nrf2.